# Elena Andreicheva
Elena Andreicheva és una productora i cineasta nascuda a Ucraïna. Es va traslladar al Regne Unit als 11 anys, i més tard va estudiar Física a l'Imperial College de Londres, on es va graduar amb una llicenciatura i després un màster en comunicació científica. Va treballar en la producció de pel·lícules de televisió des del 2006.
És la productora de la pel·lícula documental Learning to Skateboard in a Warzone (If You're a Girl) del 2019, per la qual ella i Carol Dysinger van guanyar l'Oscar al millor curtmetratge documental a la 92a edició dels Premis de l'Acadèmia. El seu vestit de la cerimònia dels Oscars es va fer de manera sostenible i ho va relacionar amb el seu treball "travant la desigualtat i la injustícia".
Va parlar al Festival de la Ciència d'Atenes el 2021 sobre com el cinema documental pot ajudar la gent a entendre la ciència i la tecnologia.
Va ser ajudant de direcció de Rebecca Marshall, en un documental, The Forest in Me, rodat a Sibèria i que conta la vida d'una dona, Agafia Lykova, de setanta anys, que viu a dues setmanes caminant de la gent més propera.
També va ajudar a comprovar els fets del llibre de Nick Rosen, How to Live Off-Grid.
En guanyar l'Oscar, Andreicheva es va convertir en la primera guanyadora d'origen ucraïnès des que el país va aconseguir la independència.